# Гоганов, Владимир Николаевич
Владимир Николаевич Гоганов (21 октября 1939, Ярославль — 23 апреля 2016, Ярославль) — токарь Ярославского завода топливной аппаратуры Министерства автомобильной промышленности СССР. Полный кавалер Ордена Трудовой Славы. Заслуженный машиностроитель РСФСР, лауреат Государственной премии СССР.

## Биография
Родился 21 октября 1939 года в Ярославле Ярославской области. По национальности — русский.
Окончив седьмой класс, поступил на работу на Ярославский моторный завод учеником токаря в ремонтно-механический цех. С 1957 года по 1960 год стал проходить военную службу в рядах Советской армии. Служил в ремонтном подразделении танковых войск в Дальневосточном военном округе на острове Сахалин.
После увольнения в запас вернулся в родной город, где поступил на работу на Ярославский завод топливной аппаратуры. Также сумел окончить десять классов школы рабочей молодёжи № 2. Прошёл путь от ученика до токаря 6-го разряда. На самом заводе проработал 47 лет. В 2005 году вышел на пенсию.
Скончался 23 апреля 2016 года в Ярославле. В последнее время жил в своём родном городе. Похоронен на кладбище Тугова гора.

## Звания и награды
- Заслуженный машиностроитель РСФСР (27.11.1989)[1]
- Государственная премия СССР (1988)[1] — за большой личный вклад в повышение технического уровня выпускаемых автомобилей, тракторов и сельскохозяйственной техники.
- Орден Трудовой Славы 1 степени (10.06.1986)[1]
- Орден Трудовой Славы 2 степени (31.03.1981)[1]
- Орден Трудовой Славы 3 степени (22.04.1975)[1]